# Cordulecerus maclachlani
Cordulecerus maclachlani là một loài côn trùng trong họ Ascalaphidae thuộc bộ Neuroptera. Loài này được Sélys-Longchamps miêu tả năm 1871.